# Killer Queen: A Tribute to Queen
Killer Queen: A Tribute to Queen é uma coletânea de tributo à banda britânica de rock Queen, lançada em agosto de 2005 e com a participação de vários artistas da música. O título do álbum provém da canção "Killer Queen", original do álbum Sheer Heart Attack, de 1974.

## Faixas
1. "We Are the Champions" (Freddie Mercury) – gravado por Gavin DeGraw
2. "Tie Your Mother Down" (Brian May) – gravado por Shinedown
3. "Bohemian Rhapsody" (Mercury) – gravado por Constantine Maroulis, do musical We Will Rock You
4. "Stone Cold Crazy" (Queen) – gravado por Eleven, com a participação de Josh Homme (of Queens of the Stone Age)
5. "Good Old-Fashioned Lover Boy" (Mercury) – gravado por Jason Mraz
6. "Under Pressure" (Queen, David Bowie) – gravado por Joss Stone
7. "Who Wants to Live Forever" (May) – gravado por Breaking Benjamin
8. "Bicycle Race" (Mercury) – gravado por Be Your Own Pet
9. "Crazy Little Thing Called Love" (Mercury) – gravado por Josh Kelley
10. "Sleeping On the Sidewalk" (May) – gravado por Los Lobos
11. "Killer Queen" (Mercury) – gravado por Sum 41
12. "Death on Two Legs (Dedicated to...)" (Mercury) (com a introdução de "Lazing on a Sunday Afternoon" no final) – gravado por Rooney
13. "Play the Game" (Mercury) – gravado por Jon Brion
14. "Bohemian Rhapsody" (Mercury) – gravado por The Flaming Lips
15. "'39" (May) – gravado por Ingram Hill
16. "Fat Bottomed Girls" (May) – gravado por Antigone Rising